# Le Breuil-sous-Argenton
Le Breuil-sous-Argenton là một xã thuộc tỉnh Deux-Sèvres trong vùng Nouvelle-Aquitaine phía tây Pháp. Xã này nằm ở khu vực có độ cao trung bình 117 mét trên mực nước biển.